# نيكولاس باريوس لينش
نيكولاس باريوس لينش (بالإسبانية: Nicolás Barrios-Lynch)‏ (1910 - 1986) كان مُدرسًا أرجنتينيًا ورائدًا للحركة التي عُرفت باسمِ «المكتبات الريفية» في أمريكا الجنوبية. بعد مسيرته التعليمية؛ أصبحَ نيكولاس مروجًا لحركةِ المكتبات الريفية؛ حيثُ عمل على إدراجِ الكتب والنصوص الأجنبيّة من أدبِ الشعوب الأصلية الأرجنتينية في التعليم العام. أصبحَ نيكولاس باريوس ليش مُديرًا للبرامج الذي عُرف باسمِ «برنامج التعليم الريفي» في وزارة المواصلات العامة ووزارة التعليم الأرجنتينية التي ساهمت في عددٍ من المبادرات الخيرية من أجل استدامة المكتبة الوطنية للمعلمين الموجودة في قصر سارمينتو.

## الحياة المُبكّرة والتعليم
وُلد نيكولاس باريوس ليش في تشليسيتو بمدينة لا ريوخا في أسرةٍ مكوّنةٍ من والدته التي هي طالبة الفنون الأرجنتينية روموالدا باريوس ولوالدهِ الفنان التشيلي إنريك لينش ديل سولار. عند ولادته؛ انتقلَ والده إلى فرنسا؛ فتزوجت والدتهُ من الدكتور ألفريدو بالاسيوس الذي يعتبرهُ والده؛ ومع ذلك فقد احتفظَ نيكولاس بعلاقةٍ مع أبناء عمومته البعيدين بمن فيهم ابن عمّهُ الأصغر أدولفو بيوي كاساريس وابن عمه الأكبر إنريكي لينش أريبالزاجا وكلاهما من أفراد عائلة لينش كلان في الأرجنتين.

## المسيرة المهنيّة
أكمل نيكولاس دراسته في الكلية الوطنية ببوينس آيرس؛ فحصل على الدرجة التي خولته لأن يُصبح معلمًا. أُرسل نيكولاس باريوس لينش في البدايةِ لتدريسِ التلاميذ في المدارس الريفية؛ مما سمحُ له بمعرفة المناطق الداخلية في البلد والعيش لعدة سنوات في مناطق تُعاني من الفقر والتهميش والإهمال. بعد تجربة العمل هذه؛ عاد باريوس للدراسة في جامعة بوينس آيرس ومنها حصلَ على شهادة البكالوريوس في الفلسفة والآداب. في هذه المرحلة من حياته؛ بدأَ باريوس نشاطهُ في كتابة المقالات حيثُ كتب العشرات من النصوص تحتَ أسماءٍ مستعارة أو لصالحِ كُتابٍ آخرين. نشاطهُ هذا مكّنه من دخول «دوائر مثقفي بورتوريو» بمساعدةٍ ابن عمه أدولفو بيوي كاساريس؛ ثم بدأَ نيكولاس في المشاركة بشكلٍ دوريّ في مجلّة سِيرْ الأرجنتينية (بالإسبانية: Sur)‏ وهي المجلة الأدبية التي كانت تقومُ عليها فيكتوريا أوكامبو وكانت تكتبُ فيها الناشطة الحقوقيّة بيليغرينا باستورينو التي ستُصبح زوجته فيما بعد. أصبحَ نيكولاس باريوس ليش في وقتٍ لاحقٍ أستاذًا في كلية الفلسفة والآداب؛ وقد كان لزوج والدته تأثيرٌ كبيرٌ عليه حيث يرجعُ الفضل له في تغيير مسار حياته المهنية بالكامل كما يعودُ الفضل له في دخول ما يُعرف بالـ «الخدمة العامة الأرجنتينية» ليُصبح مديرًا عامًا لمكتبات المدارس ورائدًا في التنمية المستدامة للسياحة البيئية في تشليسيتو.

## الميراث
يرجعُ الفضل لنيكولاس باريوس لينش في تأسيسِ «حركة المكتبات الريفية» التي ارتبطت بالمشروع الرائد للسياحة البيئية-التعليمية. بالإضافة إلى ذلك؛ دعمَ نيكولاس الفنّان الحداثي الشهير مارتا مينوجين في إنشاءِ «بارثينون للكتب» و«برج بابل للكتب» في بوينس آيرس وذلك لتعزيزِ القراءة.